# Marie-Thérèse de La Ferté-Imbault

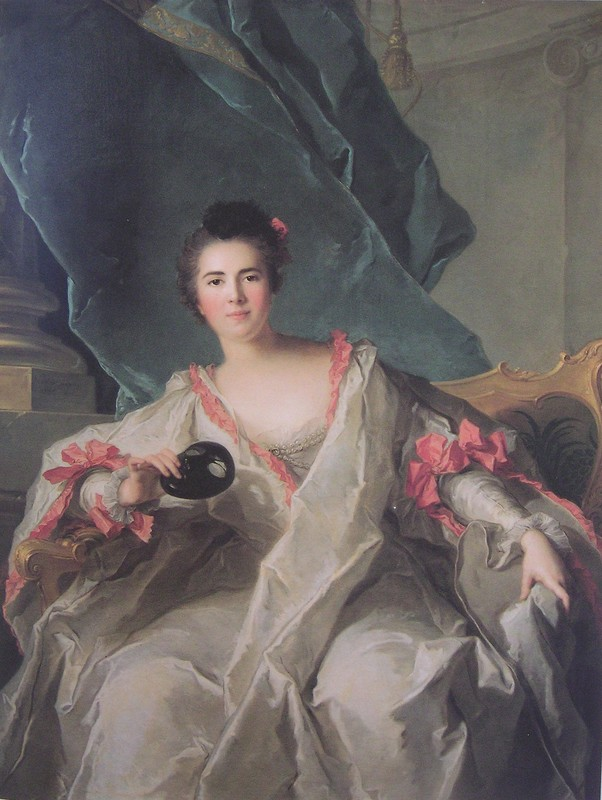
Jean-Marc Nattier, Marie-Thérèse d’Estampes de La Ferté-Imbault, Öl auf Leinwand, 146 × 114 cm, 1740, Tokyo Fuji Art Museum

Marie-Thérèse d'Estampes de La Ferté-Imbault geborene Geoffrin (* 20. April 1715 in Paris; † 15. Mai 1791 ebenda) war eine französische Salonnière und enge Freundin von Marie Louise de Rohan, der Gouvernante der königlichen Kinder Frankreichs, und zwei Ministern, dem Comte de Maurepas und dem Kardinal Bernis. Als Erbin ihres Vaters war sie Anteilseignerin der Manufacture royale de glaces de miroirs, zu der sie sich für die Erneuerung der Privilegien in der zweiten Hälfte des 18. Jahrhunderts einsetzte.

## Leben

### Familiäres Umfeld und Erziehung
Marie-Thérèse wurde am 20. April 1715 in Paris geboren und am gleichen Tag in der Kirche Saint-Roch getauft. Ihre Eltern sind Pierre François Geoffrin († 1749), ein wohlhabender Direktor der Manufaktur mit Sitz im Faubourg Saint-Antoine, und Marie-Thérèse Rodet (1699–1777). Ihr jüngerer Bruder Louis François, der am 21. August 1717 geboren wurde, starb in seinem fünften Lebensjahr, was sie zu einem Einzelkind machte.
Durch ihre Mutter, die als Autorin und Salonniére der Aufklärung als eine der geistreichsten Frauen des 18. Jahrhunderts gilt, wurde Marie-Thérèses intellektuelle Bildung im Alter von 12 Jahren Fontenelle, Montesquieu und den Abbé de Saint-Pierre anvertraut.
Als ihr Vater Pierre François Geoffrin starb, war er, der 1703 als Finanzdirektor in die Manufacture royale des glaces de miroirs eingetreten war, der größte Aktionär des Unternehmens und hielt 13,5 % des Kapitals, das seine Witwe und seine Tochter erbten, die sich daraufhin mit dem Genfer Bankier Antoine Saladin de Crans (1725–1811) zusammentaten, um die Verwaltung zu übernehmen.

### Marquise de La Ferté Imbault
Als einzige Tochter eines reichen Vaters war Marie-Thérèse Geoffrin eine begehrte Partie. Sie wurde am 16. Februar 1733 mit Philippe-Charles II. d'Estampes de La Ferté (1712–1737) aus dem Haus Estampes verheiratet, Sohn von Philippe Charles I. d’Étampes de La Ferté und Jeanne Marie du Plessis-Châtillon; Philippe Charles I. war seit dem 23. April 1709 Oberst des Régiment de Chartres gewesen, dessen Inhaber er am 5. Januar 1724 geworden war (das seitdem Régiment d’Estampes hieß) und das sein Sohn am 2. Februar 1731 von ihm übernommen hatte. Philippe Charles II. nahm im Rahmen des Polnischen Thronfolgekriegs (1733–1738) an der Schlacht bei Parma (29. Juni 1734) teil und starb am 11. März 1737 – im selben Monat wie sein Vater und stark verschuldet – an einer Tuberkulose, die er sich in Italien zugezogen hatte.
Marie-Thérèse hatte sich nie mit ihrem Ehemann arrangiert, den Maurice Hamon als einen „Lebemann mit wenig Relief“ bezeichnet, oder mit ihrem Schwiegervater Philippe Charles I., den sie „tyrannisch, ignorant, dumm wie Heu“, nannte, oder mit ihrer Schwiegermutter, Jeanne Marie du Plessis-Châtillon (* 1686), „die langweiligste Person, die ich je gekannt habe“., Sie gestand in unverblümtem Jubel, dass der Witwenstand ihr „eine maßlose und peinliche Freude“ bereitete: „Ich schloss mich einige Tage im Kloster ein, um dort nach Herzenslust lachen und ohne Zeugen meine wiedergewonnene Freiheit genießen zu können“.
Ihr einziges Kind, Charlotte-Thérèse (* 1736) erkrankte und starb am 21. Juni 1749, im dreizehnten Lebensjahr, an Phthisis. Marie-Thérèse reagierte darauf mit einer Art Taubheit, die der Ursprung ihrer hohen Stimme und ihres schallenden Lachens ist, die ihr den Spitznamen Princesse Carillon einbrachte und dazu führte, dass sie sich in die Lektüre der Vorsokratiker, von Blaise Pascal und vor allem von Nicolas Malebranche flüchtete.
Ihre Ehe machte sie jedoch zu einer Angehörigen des Hochadels und öffnete ihr dadurch Türen – die Madame Geoffrin verschlossen geblieben waren –,  hinter denen sie ihre besten Freundinnen fand. Es waren Marie-Thérèses Hauslehrer Fontenelle und der Abbé de Saint-Pierre, die der Gräfin Pontchartrain (Hélène Rosalie Angélique de l'Aubespine, Ehefrau von Jérôme Phélypeaux de Pontchartrain) zu diesem Zeitpunkt empfahlen, sie kennenzulernen, um ihren beiden gleichaltrigen Töchter mit ihr in Kontakt zu bringen, Marie Louise Rosalie (1714–1780), Marquise de Conflans durch ihre Ehe mit Maximilien Emmanuel de Watteville, und Hélène Françoise Angélique (1715–1781), Herzogin von Nivernais durch ihre Ehe mit Louis-Jules Mancini-Mazarini. Man sah sie dann neben anderen auch mit Louise-Adélaïde de Bourbon und Marie Louise de Rohan. 1748 übergab sie das Schloss La Ferté-Imbault, in dem sie sich nur wenig aufgehalten hatte, an ihre Schwägerin Sophie, der Schwester von Philippe Charles II. und letzten Angehörigen der engeren Familie, damit diese Alexis Bertrand Le Conte de Nonant, Präsident des Parlaments der Normandie, heiraten konnte – der Wert des Schlosses war im Jahr zuvor auf mehr als 1,1 Millionen Livres geschätzt worden.

### Die Freundschaften
Aufgrund des schlechten Rufs der „wunderschönen“ (belle à miracle) Madeleine de La Motte galt es als unschicklich, eine Freundschaft mit deren Tochter Jeanne-Antoinette Poisson zu pflegen. Marie-Thérèse trotzte jedoch der Konformität durch ihre Besuche bei Jeanne-Antoinette in deren Haus in der Rue Neuve des Bons-Enfants – und als Jeanne-Antoinette 1745 als Madame de Pompadour die Mätresse Ludwigs XV. wurde, erinnerte sie sich dankbar an die Marquise de La Ferté-Imbault mit regelmäßigen Einladungen an den Hof, die Marie-Thérèse jedoch meist ablehnte und sich private Besuche vorbehielt.
Im Jahr 1747 reiste Marie-Thérèse zweimal mit Louise-Adélaïde de Bourbon zur Kur nach Plombières-les-Bains. Zweimal wurden die beiden Freundinnen dabei zu Stanislaus I. Leszczyński ins etwa 100 Kilometer entfernte Schloss Lunéville eingeladen, und einer der beiden ursprünglich für drei Tage geplanten Aufenthalte dort erstreckte sich dann über drei Wochen. Der Vater der französischen Königin Maria Leszczyńska, der seit einigen Monaten Witwer war, konnte dem Charme seiner Gäste nicht widerstehen und schwärmte von Marie-Thérèse, hielt sich in ihrem Zimmer auf, um zu plaudern und sich in Vertraulichkeiten zu ergehen („meine Frau und meine Tochter“, hörte sie ihn sagen, „sind die langweiligsten Königinnen, die ich je getroffen habe.“); er macht ihr immer wieder Heiratsanträge, die sie jedes Mal ablehnt und die sie durch eine lange Brieffreundschaft ausglich.
Louis V. Joseph de Bourbon-Condé war erst 16 Jahre alt, wie Marie-Thérèse in ihren Memoiren berichtet, als sie 1752 diesen schüchternen und einsamen Jungen in ihre Obhut nahm. Er war dankbar für diese Freundschaft, empfing sie auf seinem Schloss Chantilly, suchte und fand immer Rat, Hilfe und Trost bei ihr, die über ihn sagte: „Er ist zuverlässig, loyal und ritterlich in der gesamten Führung seines Lebens“, um noch im hohen Alter zu schreiben: „Nachdem ich mein Leben damit verbracht habe, andere Prinzen zu besuchen und zu sehen, ist dieser der einzige, der mich interessiert und den ich liebe.“
Jacqueline Hellegouarc'h nennt weitere intensive Freundschaften, wie die mit Erzbischof Christophe de Beaumont oder Parlamentsmitgliedern wie Jean-François Joly de Fleury oder Chrétien-Guillaume de Lamoignon de Malesherbes (dem späteren mutigen Verteidiger Ludwigs XVI. vor dem Revolutionstribunal), der Marie-Thérèse im Schloss Malesherbes empfing. Sie stand aber auch in offener Opposition zu René-Nicolas de Maupeou, als dieser, der Madame du Barry nahestand, die Madame de Pompadour als königliche Favoritin verdrängte, Parlamentarier per Lettre de cachet ins Exil schickte und eine Reform des Systems vorbereitete, die, wie sie anklagte, das Königtum an sein Ende bringen würde.

### Die beiden jungen Vettern
Marie-Thérèses Schwiegervater Philippe-Charles I. d‘Estampes hatte einen älteren Bruder, Roger d'Estampes, und nutzte nach dessen Tod 1718 seine Stellung als Vormund seines Neffen Louis-Roger, um das Erbe des Siebenjährigen, der von da an nur noch in ärmlichen Verhältnissen lebte, vollständig zu seinen Gunsten zu veruntreuen. Die böswillige Absicht führte zu einem endlosen Rechtsstreit und zur Übertragung des Vormundschaftsrechts an Louis Philogène Brûlart de Sillery, Marquis de Puisieux, der durch die Heirat von Charlotte, der Tochter von Pierre Brûlart de Sillery und Charlotte d'Estampes-Valençay, im Jahr 1640 mit François d'Estampes, Marquis de Mauny (1642-1716), den Großeltern von Roger und Philippe-Charles I., mit der Familie d'Estampes verwandt und verbündet war.
Kurz bevor er am 15. September 1754 in seinem Schloss in Mauny verstarb, bat Louis-Roger d'Estampes sie in einem Brief, sich um seine beiden jungen Söhne Louis Omer (1734–1815), nun Marquis d'Estampes, und Hector Louis (1736–1788), nun Marquis de Valençay, zu kümmern. Marie-Thérèse, die in Mauny immer präsenter wurde (ihre Freundschaft mit dem Theologen Nicolas Thyrel de Boismont , der zehn Kilometer entfernt das Schloss in Le Landin bauen ließ, beruhte auf dieser Nachbarschaft), entdeckte dort, dass eine weitere Ursache für die Armut des Anwesens in den Veruntreuungen der Vasallen lag, und sie lud sie zu Antoine Paul-Joseph Feydeau de Brou, dem Intendanten von Rouen, ein, um eine Aufarbeitung der Vorgänge zu erreichen.
Hector Louis gab seine Pläne für eine kirchliche Laufbahn auf und heiratete dann Henriette Sébault, wobei er keine bedeutende Nachkommenschaft hinterließ; er gab sich Ausschweifungen hin und Marie-Thérèse schob ihn aus ihrem Fokus, nachdem sie ihm eine Karriere in der Gendarmerie eröffnet hatte. Louis Omer hingegen enttäuschte sie nur durch seine Absicht, sein Leben auf Schloss Mauny zu verbringen, obwohl Paris und Versailles den Ambitionen, die sie für ihn am Hof hegte, eher entsprachen; ein Vergleich zwischen Louis Omers Ehen und Marie-Thérèses Schriften, ihren Memoiren und Briefen, zeigt, dass sie ihre Beziehungen in hohem Maße zu seinen Gunsten nutzte.
Bereits 1754, so berichtet sie, "ließ ich den Marquis de Puisieux (Louis Philogène Brûlart de Sillery) spüren, wie wichtig es war, ihn so schnell wie möglich mit einem Mädchen vom Hofe zu verheiraten, um seinen Namen wieder Kraft zu geben", und so war es Puisieux, der Marie-Thérèse vorschlug, sich Adélaïde Julie de Fouilleuse (1742–1759) zuzuwenden, Tochter von Auguste Frédéric Fouilleuse, Marquis de Flavacourt, und Hortense-Félicité de Mailly-Nesle, der einzigen der fünf Nesle-Schwestern, Enkelinnen von Hortensia Mancini, die nicht die Mätresse von Ludwig XV. gewesen war. Marie-Thérèse akzeptierte sofort diesen Plan, bei dem die Erinnerung an die Freundschaft, die die verstorbene Schwester der Marquise, "eine der vier anderen", Marie-Anne de Mailly-Nesle, Duchesse de Châteauroux († 1744), entgegengebracht hatte, nur als günstige Einleitung dienen konnte. Das Arrangement war schnell getroffen, denn Louis Omer heiratete am 11. Februar 1755 Adelaide Julie de Fouilleuse de Flavacourt, die damals zwölf Jahre alt war. Es wurde vereinbart, dass Marie-Thérèse die Gouvernante der sehr jungen Braut bis zu deren 17. Lebensjahr sein werde, in dem sie gemäß einem von Ludwig XV. gegebenen Zusage Dame d’atours der Dauphine Maria Josepha von Sachsen werden solle, während Louis Omer ein Regiment des Dauphins versprochen bekam. Adelaide Julie, wurde am 29. Mai 1757 in Begleitung von Marie Thérèss vom König, der Königin, dem Dauphin und der Dauphine empfangen und trat dann auch 1759 in deren Dienst, starb aber am 31. Dezember 1759 bei der Geburt ihres ersten Kindes, Adelaide Thérèse (1759–1783). Der Tod der Frau, die Marie-Thérèse „meine schöne und gute Enttäuschung“ nannte und deren Gesichtszüge uns durch ein Louis-Michel van Loo zugeschriebenes Porträt bekannt sind, „kostete mich“, so Marie-Thérèse, „einen Kummer, der in mir all das weckte, was ich beim Tod meiner Tochter gespürt hatte“. Adélaïde Thérèse (1759–1783) heiratete im April 1773 den Vicomte Henri de Bourdeille.
Louis Omer, der den Ausschweifungen erlegen war, äußerte darüber rechtzeitig sein Bedauern, das seine Kusine als aufrichtig akzeptierte, heiratete 1762 in zweiter Ehe Françoise Geneviève Joly de Fleury (1742-1817), die Tochter von Joseph Omer Joly de Fleury, Generalprokurator des Parlement de Paris, den ebenfalls eine lange Freundschaft mit Marie-Thérèse verband. Aus dieser zweiten Ehe gingen fünf Kinder hervor, darunter Louis Félicité Omer (1763–1833), der älteste Sohn, der 1785 Anne Le Camus (1770–1786) heiratete, und 1787 Christine Rouillé du Coudray (1764–1832), Tochter von Hilaire Rouillé du Coudray und Nichte von Jean-Baptiste de Machault d'Arnouville, dem ehemaligen Siegelbewahrer Ludwigs XV., den Louis Omer in den ersten Tagen der Französischen Revolution bei sich aufnahm und in Mauny versteckte.
Über die Energie und das Vermögen, die Marie-Thérèse zugunsten ihrer Vettern aufgewendet hatte, zog sie in ihren Notizen vom 17. April 1784 eine bittere Bilanz, als ob ihre erste Sorge vor dreißig Jahren, die Erhaltung des Namens d'Estampes, so schlecht belohnt worden wäre, dass sie sie aufgegeben hatte: "Der Marquis d'Estampes konnte es nie leiden, an den Hof gebunden zu sein, und sein Bruder hat es nie verstanden, mehr zu tun, als sich durch ein Leben als Epikureer zu ruinieren, weshalb ich ihn nicht mehr sehe. Die Vicomtesse de Bourdeille hat mir die gleichen Abneigungen bereitet. Ich hoffe, dass mein lieber Marquis nach diesen Beispielen zustimmen wird, dass ich berechtigt bin, keine Erziehung mehr zu unternehmen."

### Königliche Erzieherin
Dank der Unterstützung der Gouvernante der königlichen Kinder, Marie-Louise de Rohan (Madame de Marsan), konnte Marie-Thérèse, die 1769 für ihre Freundin Charlotte de Crussol d'Uzès, Herzogin von Rohan als Ehefrau von Louis Marie Bretagne de Rohan-Chabot, ein starkes dreibändiges Manuskript der Extraits de Malebranche entworfen hatte, 1771 zur Philosophielehrerin (ein Tag pro Woche im Schloss Versailles) von Madame Clotilde  und Madame Élisabeth (mit denen sie dauerhaft eine liebevolle Korrespondenz unterhielt) ausgewählt wurde. Nachdem sie für sich selbst mehrere Bände mit Auszügen aus Cicero, Seneca und Plutarch zusammengestellt hatte, verfasste sie für die Prinzessinnen Kurzfassungen davon, war aber auch die Begleiterin ihrer Spiele und schrieb für sie kleine Komödien, die sie dann aufführten. Die drei Brüder der beiden Prinzessinnen nahmen an diesen Vergnügungen teil und genossen sie – Louis-Auguste, der bald König Ludwig XVI. war, lud Marie-Thérèse wird zu seiner Krönung in der Kathedrale von Reims ein.

### Die „Lanturelus“, der Salon des antiphilosophischen Lachens
Bis zu ihrem Tod 1777 unterhielt Madame Geoffrin, Marie-Thérèses Mutter, die Stanislaus II. August Poniatowski in ihrem Hôtel particulier in der Rue Saint-Honoré beherbergt hatte, als er sich 1753 in Paris aufhielt, mit dem polnischen König (der Marie-Thérèse liebevoll „meine sehr verrückte Imbault“ nannte) Briefkontakt, die uns am 17. Dezember 1770 eine Mutter-Tochter-Beziehung wiedergeben, die eher von getrenntem Frieden als von Familieneinheit zeugt: „Meiner Tochter geht es wunderbar; sie ist sehr aktiv und sehr fröhlich. Sie ist auch taub, aber sie ist nicht traurig darüber. Sie wohnt bei mir, sie ist sehr gut untergebracht und so, dass wir uns gegenseitig nicht stören. Ihr Haushalt ist von meinem getrennt, jede von uns hat ihre eigenen Freunde und ihre eigene Gesellschaft, und wir kommen zusammen, wenn es uns passt.“

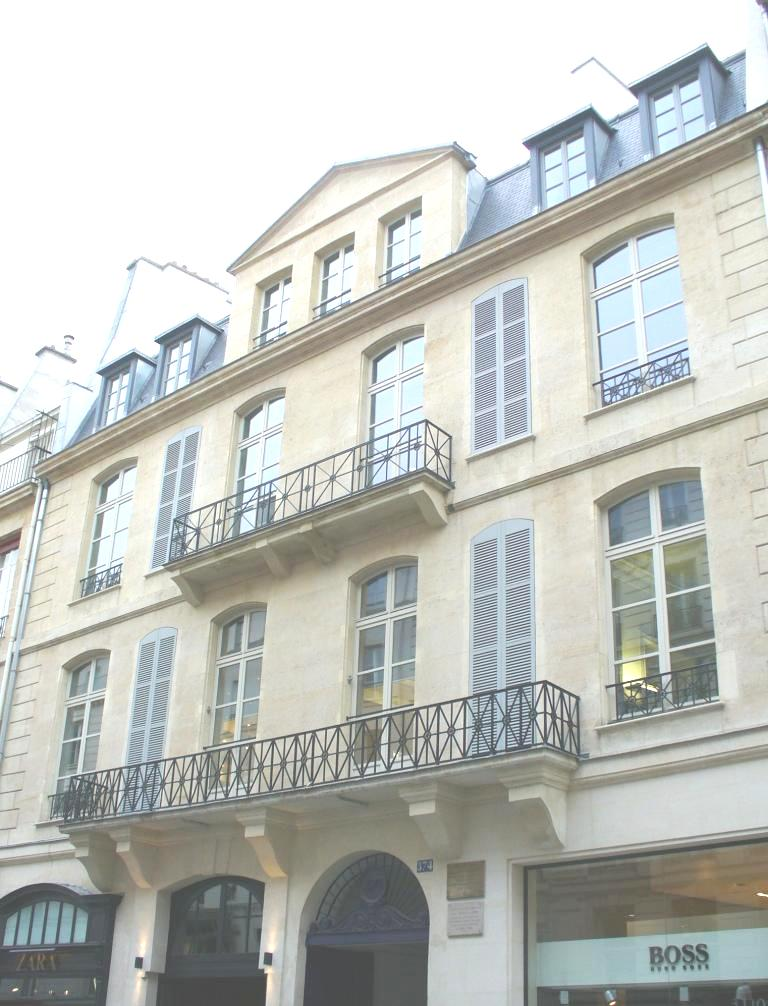
Rue Saint-Honoré 374

Im Winter 1771 veranstaltete Marie-Thérèse, die sich im Obergeschoss ihr eigenes Universum geschaffen hatte – bis hin zu einem Boudoir auf ihrem Balkon, das sie „mein Landhaus“ nannte –, jeden Montag Abendessen, zu denen Friedrich Melchior Grimm, Louis Guy Henri de Valori, Alexander Sergejewitsch Stroganow, der Rechtsanwalt Alexandre Jérôme Loyseau de Mauléon und Marc-Antoine-Nicolas de Croismare eingeladen waren. Letzterer, der eines Abends aufgrund einer Unpässlichkeit gezwungen war, das Abendessen abzulehnen, entschuldigte sich bei der Gastgeberin mit Versen, auf die sie, vom Spiel ergriffen, mit der Komposition eines Liedes antwortete: „Lanturelu, lanturelu, lanturelu!“ Die Abendessen, bei denen die Verse improvisiert und die Lieder gesungen werden, formalisierten sich so zu einem Sublime Ordre des Lanturelus mit Marie-Thérèse als „Großmeisterin“, die auch „Ihre sehr extravagante Lanturelische Majestät, Gründerin des Ordens und Autokratin aller Verrücktheiten“ genannt wurde, Marc-Antoine-Nicolas de Croismare als „Großmeister“, Jean Bretagne Charles de La Trémoille als „Großfalkner“, der spanische Botschafter als „Großer Favorit“ und der Kardinal Bernis als „Großprotektor des Ordens“.
Die ersten Begegnungen zwischen Marie-Thérèse und Kardinal Bernis sind um 1745 anzusetzen, als Bernis bei Madame de Pompadour die Rolle des „unentbehrlichen Vertrauten und Führers, um sie an die Gepflogenheiten des Adels und des Hofes zu gewöhnen“ spielte, wofür er 1751 als Botschafter Frankreichs in Venedig belohnt wurde, was seine diplomatische Karriere einleitete. Als Bernis in den wenigen Jahren, in denen er in Ungnade war, durch eine Lettre de cachet in Die Burg Vic-sur-Aisne verbannt wurde, bewahrte ihm Marie-Thérèse, wie sie selbst erzählte, ihre treue Freundschaft: „Ich war die erste Vertraute seiner Drangsale, ich habe ihn oft in seinem Exil besucht und ich habe ihn zum Vertrauten meiner eigenen gemacht.“ So unterhielt Bernis von Rom aus, wo er sich 1771 aufhielt, Briefbeziehungen zu Marie-Thérèse, in denen er sich als „stellvertretender Beschützer des Lanturelus-Ordens“ darstellte.
Die Institution der Lanturelus, in die später Louis Hurault de Vitraye, Antoine Léonard Thomas, Abbé Ferdinando Galiani, Jean Lévesque de Burigny, Louis Hercule Timoléon de Cossé, Hubert Robert, Germaine de Staël und sogar Louis-Michel Le Peletier de Saint-Fargeau eintraten, erhielt auch außerhalb Frankreichs große Beachtung und zählte sogar Ernst II. von Sachsen-Gotha-Altenburg, Franz Joseph Kinsky, Johann Eustach von Görtz, den frankophilen Prinzen Heinrich von Preußen und den späteren Zaren Paul I. von Russland zu seinen „Rittern“. Grimm erzählte, dass Katharina II. von Russland ihn bei seiner Ankunft in Sankt Petersburg bei seiner ersten Audienz fragte, ob er den Lanturelus-Orden kenne, und ihn, als sie hörte, dass er ein Gründer des Ordens sei, bereits am nächsten Tag erneut zu einem Gespräch über den Orden einlud.

### Eine Welt erlischt
Marie-Thérèse hatte gerade ihren sechzigsten Geburtstag gefeiert, als sie am 2. Mai 1775 mit der Abfassung von Mon plan de vie pour ma vieillesse, à commencer maintenant que j'ai 60 ans. J'espère qu'il sera agréable à ma belle minette („Mein Lebensplan für mein Alter, jetzt zu beginnen, da ich sechzig Jahre alt bin. Ich hoffe, dass es meiner schönen Miezekatze gefällt.“), begann, der durch seine letzten Worte liebevoll Madame Geoffrin gewidmet ist. „Wir haben das Alter erreicht“, stellt sie fest, „in dem der geringe Unterschied zwischen dem meiner Mutter und dem meinen uns eher als Schwestern denn als Mutter und Tochter einander näher bringt“.
Am 28. August 1776 wurde Madame Geoffrin von einem Schlaganfall heimgesucht. Ihr sich anbahnendes Ende vor Augen verlieh Marie-Thérèse eine neue Autorität, die beabsichtigte, „sich ein für alle Mal der Philosophen zu entledigen und ihrer Mutter die Tröstungen der Religion zu geben.“ Bevor Madame Geoffrin am 6. Oktober 1777 starb, erklärte sie: „Meine Tochter ist wie Gottfried von Bouillon: Sie wollte mein Grab vor den Ungläubigen schützen“.
Zwölf Jahre später ging für Marie-Thérèse die Welt unter: „Die Revolution hat meine Nerven so angegriffen, dass ich unfähig bin, Geschäfte zu tätigen... Paris ist nicht mehr Paris, der Hof ist nicht mehr der Hof, die Truppen des Königs sind nichts mehr“, schrieb sie im Juli 1789, der sie mit Schrecken erfüllt und sie in eine Melancholie verfallen ließ, die besagte, dass die schelmische Madame de La Ferté-Imbault bereits nicht mehr existierte. „Die Königin der Lanturelus, so lesen wir damals noch aus ihrer Feder in den Annalen des Ordens, spürt, dass sie nicht länger ihre Herrscherin bleiben kann, ohne sich der Lächerlichkeit preiszugeben. Die Umstände und ihr Selbstwertgefühl zwingen sie daher, abzudanken, um mit ihrer Nation auf Augenhöhe zu leben.“ Im Frühjahr 1791 legte sie sich ins Bett und starb am 15. Mai in dem Hôtel particulier in der Rue Saint-Honoré, das der Schauplatz ihres Lebens war, „das Reich des Geistes, der zarten Vergnügungen, der liebenswürdigen und leichten Grazien, alles Dinge, die das neue Regime bereits für überflüssig erklärte, bevor der Terror sie als kriminell betrachtete.“

### Nachleben
Marie-Thérèse de La Ferté-Imbault ist in der Geschichte ein wenig in Vergessenheit geraten. Das liegt wohl zum Teil daran, dass sie es sich zur Aufgabe gemacht hatte, alle ernsten und überlegten Seiten ihres Wesens und ihren wahren Wert unter dem Deckmantel von Launenhaftigkeit und Zerstreutheit zu verbergen: „Ich machte es mir zur Gewohnheit“, bekannte sie, „wenn man mich über meine vornehme Erziehung und die großen Geister, die dazu beitragen wollten, befragte, immer mit einem Hahnenschrei zu antworten, der alle zum Lachen brachte“. Sie war die „Prinzessin Carillon“, die lallte, die ironisierte, für die alles ein Vorwand zum Scherzen war, die, um mit ihr zu sprechen, diejenige war, deren „Vernunft sich unter einem Domino der Unvernunft verkleidete“. So ging diese junge Frau, die tugendhaft und fromm war und in einsamen Stunden die ernsthaftesten Bücher las, auf dem Maskenball, der ihr die Welt zu sein schien, mit den Kirchenvätern, christlichen Predigern, Moralisten des 16. und 17. Jahrhunderts und all jenen, die sie „meine alten, toten Freunde“ nannte, um. Lange Zeit sah und wollte man in ihr nichts anderes sehen als eine liebenswerte, fröhliche, launische Person, deren verrückter Wortwitz selbst die Düstersten aufheiterte, die Spaßvogel der Lanturelus. Lange Zeit stand sie im Schatten von Madame Geoffrin, doch die Arbeiten, die zu ihrem Thema durchgeführt wurden, lassen sie „als Frau mit Kopf, als Frau mit Herz, als ehrliche Frau“, als unumgängliche Figur in der Geschichte der Geselligkeit hervortreten.

### Archivalien
- Mémoires intéressants de Madame la marquise d'Estampes de La Ferté-Imbault, Fonds d'Étampes, Valençay et Geoffrin, cartons 25-29, Archives nationales de France.
- Extraits de Malebranche, drei handschriftlich verfasste Bände von Marie-Thérèse de La Ferté-Imbault für die Duchesse de de Rohan-Chabot, 1769, Bibliothèque de l’Arsenal
- Fonds du château de La Ferté-Imbault, Conseil départemental du Loir-et-Cher, Blois archives.culture41.fr.
- Lettre de Marie-Thérèse de La Ferté-Imbault à Jean-Baptiste de Secondat, Bibliothèque municipale de Bordeaux bibliotheque.bordeaux.fr.